# 龍運巴士A46線
龍運巴士A46線是香港一條機場巴士路線，由龍運巴士有限公司營辦，於2023年12月3日起投入服務，來往火炭（駿景園）至機場（地面運輸中心），途經源禾路、沙田市中心及美林邨後，取道青沙公路、青嶼幹線及北大嶼山公路往返港珠澳大橋香港口岸及香港國際機場，全程收費為$23.4。

## 歷史
過往沙田城門河西岸除了沙田市中心一帶，並未有全日往返香港國際機場的巴士服務；而城門河東岸的顯田、水泉澳邨及黃泥頭亦同樣未有全日往返香港國際機場的巴士服務。因此，龍運巴士及運輸署在《2019－2020年度巴士路線計劃》中建議重組沙田區的機場巴士服務，建議A41線試辦上午一班由火炭（駿景園）開往機場（地面運輸中心）的特別班次，途經源禾路及沙田市中心，為期六個月；同時建議開辦一條全新機場巴士路線，編號為A42，全日來往水泉澳及機場（地面運輸中心），途經沙田圍、秦石邨、大圍、田心圍、顯田及美林邨後經青沙公路往返機場。不過，沙田區議會不滿A42線收費較A41線為高，而碩門邨、火炭及源禾路的居民依然未有全日來往機場的巴士服務，建議最終未能落實。
龍運巴士及運輸署在《2020－2021年度巴士路線計劃》中再次建議重組沙田區的機場巴士服務，當中建議開辦一條全新機場巴士路線，編號為A46，全日來往駿景園及機場（地面運輸中心），途經源禾路後，駛上大埔公路－沙田段前往美林邨、大圍、顯田及田心圍，再經青沙公路及青嶼幹線往返香港國際機場，為火炭、隆亨邨、顯徑邨及美田邨一帶的乘客提供機場巴士服務。不過，沙田區議會不滿A46線於沙田區內走線迂迴，需時約50分鐘才能由火炭前往大圍，要求運輸署簡化路線，駿景園開出後經源禾路及沙田市中心直接前往機場。因此，龍運巴士及運輸署於2020年11月提交修訂建議，建議A46線來回程改經沙田市中心前往美林邨後便駛上青沙公路，來回程並繞經港珠澳大橋香港口岸，原有方案中之顯田及田心圍的機場巴士服務，則由全新機場巴士路線A42取代。
最終A46線於2023年12月3日起投入服務，開辦初期的服務時間為每日05:35至13:45（駿景園開）及14:55至23:45（機場開），至2024年3月25日起才提升至每天全日行走，由駿景園開出之班次服務時間為05:30至23:30，由機場開出之班次服務時間為05:35至00:00。2025年6月1日起，此線往火炭方向增停樂信徑「落路下村」站。

## 服務時間及班次
A46線來回方向均提供全日服務，列表如下：
| 火炭（駿景園）開     | 火炭（駿景園）開 | 火炭（駿景園）開 | 機場（地面運輸中心）開 | 機場（地面運輸中心）開 | 機場（地面運輸中心）開 |
| 日期                 | 服務時間         | 班次（分鐘）     | 日期                   | 服務時間               | 班次（分鐘）           |
| -------------------- | ---------------- | ---------------- | ---------------------- | ---------------------- | ---------------------- |
| 星期一至五           | 05:30            | 05:30            | 星期一至五             | 05:35                  | 05:35                  |
| 星期一至五           | 06:25－07:55     | 30               | 星期一至五             | 06:15－16:15           | 60                     |
| 星期一至五           | 07:55－08:30     | 35               | 星期一至五             | 16:15－17:35           | 40                     |
| 星期一至五           | 08:30－14:30     | 40               | 星期一至五             | 17:35－19:05           | 30                     |
| 星期一至五           | 14:30－23:30     | 60               | 星期一至五             | 19:05－23:05           | 40                     |
|                      |                  |                  | 星期一至五             | 23:05－00:00           | 55                     |
| 星期六、日及公眾假期 | 05:30            | 05:30            | 星期六、日及公眾假期   | 05:35                  | 05:35                  |
| 星期六、日及公眾假期 | 06:25－09:55     | 30               | 星期六、日及公眾假期   | 06:15－16:15           | 60                     |
| 星期六、日及公眾假期 | 09:55－10:30     | 35               | 星期六、日及公眾假期   | 16:15－17:35           | 40                     |
| 星期六、日及公眾假期 | 10:30－14:30     | 40               | 星期六、日及公眾假期   | 17:35－21:05           | 30                     |
| 星期六、日及公眾假期 | 14:30－23:30     | 60               | 星期六、日及公眾假期   | 21:05－23:05           | 40                     |
|                      |                  |                  | 星期六、日及公眾假期   | 23:05－00:00           | 55                     |

## 收費
A46線全程收費為$23.4，並設有12歲以下小童及65歲或以上長者半價優惠，惟此線並不受長者及合資格殘疾人士公共交通票價優惠計劃中的$2票價優惠覆蓋。乘客登車時需以現金或八達通卡繳付車資，不設找贖；而每位成人乘客可免費帶同最多兩名四歲以下而且不佔座位的兒童乘車。此外，乘客亦可透過多元化電子支付系統（e度嘟）繳付車資，乘客使用此付款方式不能享有與非九巴／龍運路線之轉乘優惠，亦不能享有「公共交通費用補貼計劃」。
A46線沿途分段收費如下：
| 上車地點＼落車地點 | 機場（地面運輸中心） | 火炭（駿景園） |
| ------------------ | -------------------- | -------------- |
| 青嶼幹線轉車站     | $19.8                | 不適用         |
| 青沙公路轉車站     | 不適用               | $13.9          |
| 美輝街起           | $6.4                 |                |

## 行車路線
A46線由火炭（駿景園）開出之班次途經樂信徑、樂景街、火炭路、源禾路、沙田鄉事會路、支路、沙田市中心巴士總站、沙田正街、白鶴汀街、沙田正街、大埔公路－大圍段、大圍道、美田路、美輝街、香粉寮街、美林邨通道、美林巴士總站、美田路、青沙公路、長青公路、青衣西北交匯處、青嶼幹線、北大嶼山公路、順朗路、赤鱲角路、順暉路、順匯路、赤鱲角路、東榮路、機場路、暢航路、機場路、機場南交匯處及暢連路前往機場（地面運輸中心）；由機場（地面運輸中心）開出之班次途經暢連路、機場南交匯處、暢連路、航天城交匯處、赤鱲角路、順暉路、順匯路、港珠澳大橋香港口岸公共運輸交匯處、順匯路、赤鱲角路、順朗路、北大嶼山公路、青嶼幹線、青衣西北交匯處、長青公路、青沙公路、美輝街、香粉寮街、美林邨通道 、美林巴士總站、美田路、大圍道、大埔公路－大圍段、沙田正街、白鶴汀街、沙田正街、沙田市中心巴士總站、沙田正街、橫壆街、源禾路、火炭路、樂景街及樂信徑前往火炭（駿景園），具體停站請參考資訊框。